# Космос-1299
Космос-1299 је један од преко 2400 совјетских вјештачких сателита лансираних у оквиру програма Космос.
Космос-1299 је лансиран са космодрома Тјуратам, Бајконур, СССР, 24. августа 1981. Ракета-носач је поставила сателит у орбиту око планете Земље. 